# Суховоля (Замойский повет)
Суховоля (пол. Suchowola) — деревня в Замойском повете Люблинского воеводства Польши. Входит в состав гмины Адамув. Находится примерно в 14 км к югу от центра города Замосць. По данным переписи 2011 года, в деревне проживало 1005 человек.

## История
Суховоля стоит на землях, которые когда-то[когда?]

 были под владычеством духовной столице Польши Ченстохова. Деревня, вероятно, основана в начале 15 века и принадлежала семье Липски. Во второй половине 17 века деревня стала местожительством поляков и русских, вошла как составная часть поместья Краснобродки, принадлежащего графу Тарновскому. По данным переписи 1827 года, в Суховоле стояло 88 домов и проживало 550 человек. В первом половине 19 века зарамботала гостиница, которая в 1845 году получила патент на дальнейшую торговлю алкоголем. В то время деревня принадлежала муниципалитету Краснобруд. В конце 19-го века Суховоля принадлежала Т.Неляровски. В деревне стало 985 жителей, в том числе 566 католиков, 393 православных и 10 евреев. В 1915 году владельцем поместья зафиксирован Ежи Здзеховский. Согласно переписи 1921 года, в деревне стало 1438 жителей, в том числе 193 украинца и 32 еврея, а в колонии было 776 жителей, в том числе 35 евреев. Примерно в 1930 году в Суховоле построена кирпичная школа. В сентябре 1939 года здесь сражалась Краковская кавалерийская бригада, а после 22 сентября — группа кавалеристов генерала Владислава Андерса. Во время нацистской оккупации деревня несколько раз уничтожалась В ночь с 29 на 30 июня 1943 года солдаты и немецкая военная полиция окружили Суховолю и убили 8 человек. Всех людей из деревни отправили в лагерь. Несколько дней спустя женщины, старики и дети также были перемещены, а колонисты поселились в деревне. Зимой 1943/44 колонисты из других деревень защищались в Суховолю, избегая польских партизан. 31 января 1944 года подразделения АК «Гром», «Подкова» и «Норберт» напали на деревню, оккупированную немецкими поселенцами, частично уничтожив её. В 1968 году пожар уничтожил 21 здание. В 1975—1998 годах город был административно частью провинции Замосць.